# Mario Alberizzi
Mario Alberizzi (Salve, 29 de dezembro de 1609 - Roma, 29 de setembro de 1680) foi um cardeal do século XVII

## Biografia
Nasceu em Salve em 29 de dezembro de 1609, Salve. Filho de Giovanni Alberizzi, príncipe de Vetrana, e Giulia Farnese. Seu sobrenome também está listado como Albrizzi; como Albrizj; como Alberici; como Albericius; e como Albericci. Dos príncipes della Veterana. Sobrinho do cardeal Odoardo Farnese (1591), por parte de mãe. Parente do cardeal Taddeo Luigi dal Verme (1695).
Ele foi a Roma para estudar; obteve o doutorado in utroque iure , direito canônico e civil; e mestre em teologia..
Ordenado (sem mais informações encontradas). Referendário dos Tribunais da Assinatura Apostólica de Justiça e da Graça, 1638. Governador da cidade de Ancona, 1646-1650; em tempos de fome, ele vendeu seus bens para ajudar os pobres. Secretário da SC de Propaganda Fide, 7 de maio de 1657 a agosto de 1664. Cônego da patriarcal basílica vaticana, 16 de setembro de 1657; cônego teólogo, 30 de maio de 1669. Eleitor do Tribunal da Assinatura Apostólica da Graça, 1659. Secretário da SC dos Bispos e Regulares, 1664. Consultor da Suprema SC da Inquisição Romana e Universal..
Eleito arcebispo titular de Neocesarea, 19 de janeiro de 1671; ele manteve o canonicato da basílica patriarcal do Vaticano. Consagrado, 25 de janeiro de 1671, Roma, pelo cardeal Federico Borromeo, auxiliado por Alessandro Crescenzi, patriarca de Alessandria, e por Giacomo Altoviti, patriarca de Antioquia. Assistente do Trono Pontifício, 2 de fevereiro de 1671. Núncio na Áustria, de 17 de fevereiro de 1671 a 1675..
Criado cardeal sacerdote no consistório de 27 de maio de 1675; recebeu o gorro vermelho e o título de S. Giovanni a Porta Latina, em 23 de março de 1676. Transferido para a sé de Tivoli, com título pessoal de arcebispo, em 22 de junho de 1676. Participou do conclave de 1676, que elegeu o Papa Inocêncio XI. Renunciou ao governo da diocese, 4 de setembro de 1679..
Morreu em Roma em 29 de setembro de 1680, às 5h, Roma. Exposto na basílica patriarcal da Libéria, Roma, onde o funeral ocorreu em 1º de outubro de 1680, e à tarde, enterrado na capela da Beata Vergine Maria naquela basílica. Ele deixou sua biblioteca para o SC de Propaganda Fide..